# Dicranomyia (Dicranomyia) clarki
Dicranomyia (Dicranomyia) clarki is een tweevleugelige uit de familie steltmuggen (Limoniidae). De soort komt voor in het Australaziatisch gebied.